# Suwonstadion
Het Suwonstadion is een multifunctioneel stadion in Suwon, een stad in Zuid-Korea. Het maakt deel uit van het grotere Suwon Sportcomplex.
Het stadion wordt vooral gebruikt voor voetbalwedstrijden, de voetbalclubs Suwon UDC WFC en Suwon FC maken gebruik van dit stadion. In 2007 werden er in dit stadion wedstrijden gespeeld op het wereldkampioenschap voetbal onder 17. In dit stadion werden vier groepswedstrijden, een achtste finale en een halve finale gespeeld.
In het stadion is plaats voor 32.000 toeschouwers. Het stadion werd geopend in 1971.